# J. B. Lippincott Company
J. B. Lippincott & Co. fou una editorial estatunidenca fundada a Filadèlfia (Pennsilvània) el 1836 per Joshua Ballinger Lippincott. Fou establerta el 1885 com a J. B. Lippincott Company.

## Història

### 1836-1977

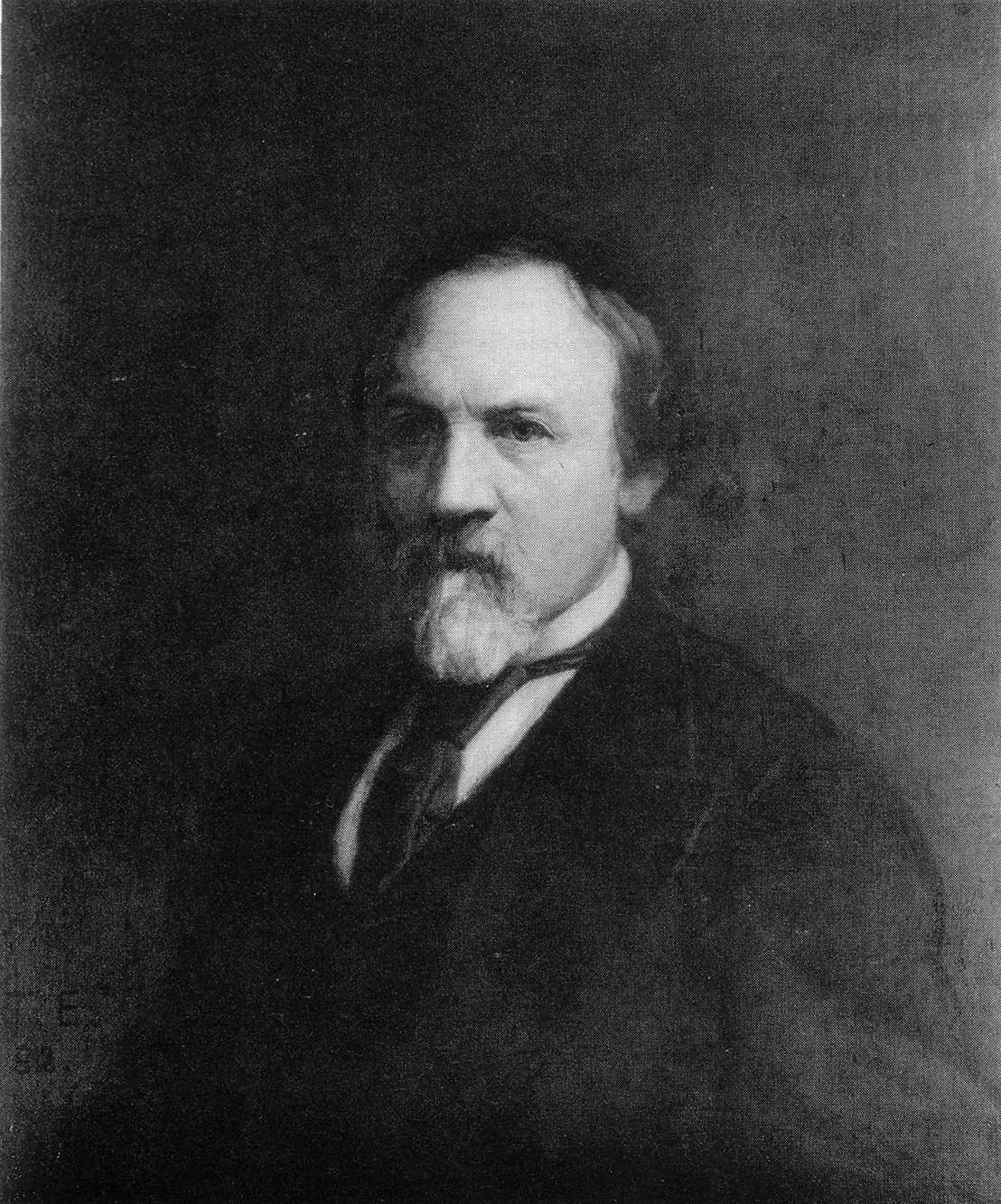
Retrat de Joshua Ballinger Lippincott, de Thomas Eakins

Joshua Ballinger Lippincott (18 de març del 1813 - 5 de gener del 1886) fundà l'editorial a Filadèlfia quan tenia 23 anys. J. B. Lippincott & Co. començà el negoci publicant bíblies i devocionaris abans d'estendre el seu àmbit a la història, la biografia, la ficció la poesia i els llibres de regal. Més endavant, hi afegí almanacs, llibres de dret i medicina, llibres de text i diccionaris.
El 1849, Lippincott adquirí Grigg, Elliot & Co., una editorial i majorista d'orígens que es remuntaven a la imprenta i llibreria Benjamin i Jacob Johnson el 1792. J. B. Lippincott & Co. esdevingué Lippincott, Grambo & Co. el 1850 abans de tornar al seu nom anterior el 1855. L'empresa fou establerta el 1878 com a J. B. Lippincott Company.
Lippincott publicà el primer llibre de text d'infermeria dels Estats Units el 1878 i el primer número de l'American Journal of Nursing el 1900. Cap al final del segle xix, Lippincott era una de les editorials més grans i conegudes del món. Lippincott's Monthly Magazine, una revista que contenia una novel·la completa, relats curts, poemes i articles d'opinió, fou publicat entre el 1868 i el 1914 als Estats Units i el Regne Unit. Així mateix, al segle xx esdevingué una editorial important de llibres escolars de treball per a l'educació primària i secundària, així com llibres de referència, llibres de text i revistes de medicina i infermeria. El 1961, Lippincott adquirí l'editorial religiosa A. J. Holman, amb seu a l'edifici A.J. Holman and Company.

### 1978-1995
El 1978, J. B. Lippincott Company fou adquirida per Harper & Row Publishers, Inc. A. J. Holman fou venuda a la Junta de l'Escola Dominical de la Convenció Baptista del Sud el 1979. Les divisions comercial, juvenil i escolar de Lippincott es fusionaren amb les de Harper. Les activitats editorials restants en medicina, infermeria i disciplines afins es combinaren amb el catàleg de Harper per formar J.B. Lippincott - the Health Professions Publisher of Harper & Row. El 1990, Lippincott fou adquirit per Wolters Kluwer N.V. dels Països Baixos. J. B. Lippincott Company celebrà el seu 200è aniversari el 1992.

### 1996-

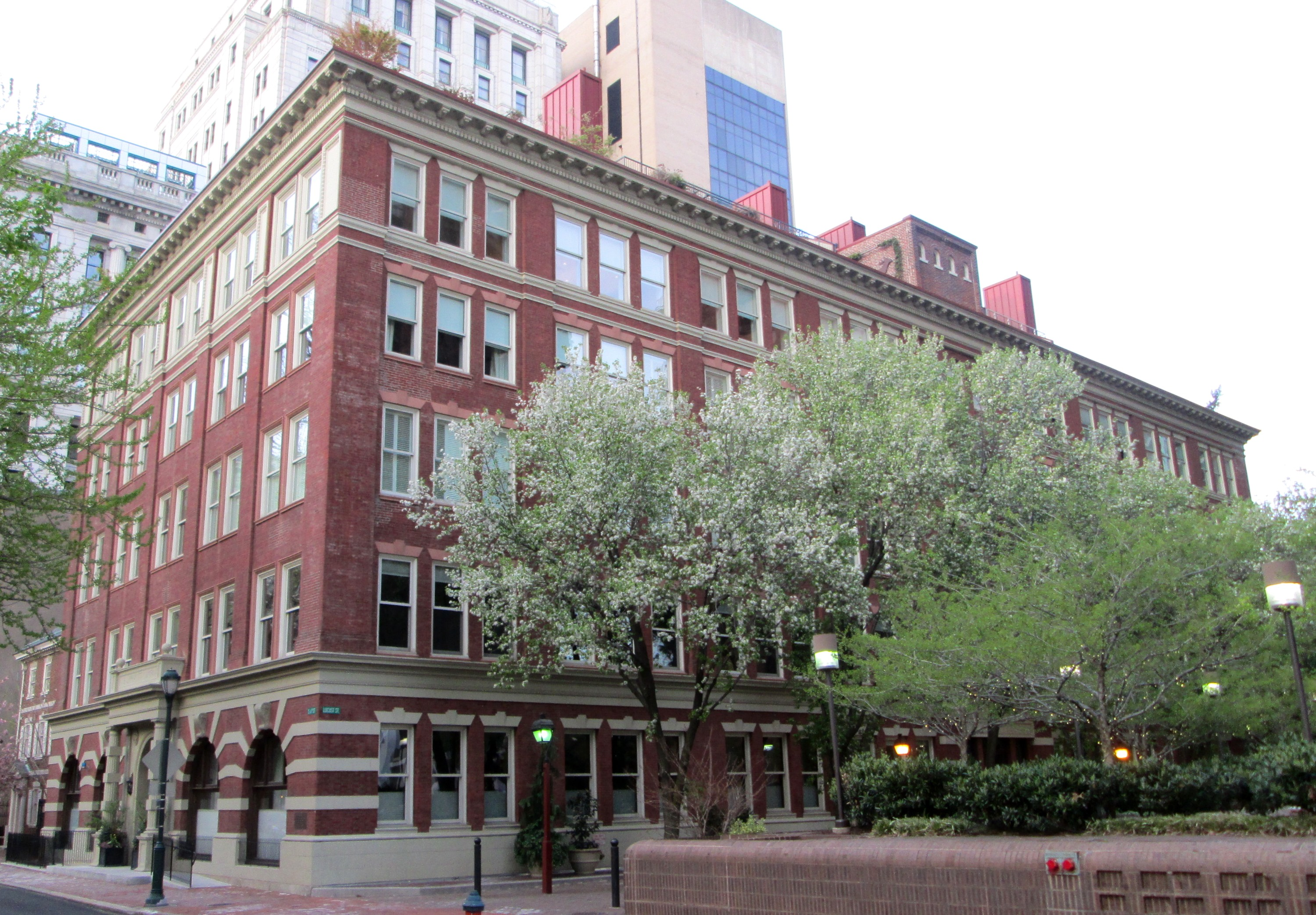
La seu de J. B. Lippincott, construïda el 1900 a 227 S. 6th Street de Filadèlfia i dissenyada per William B. Pritchett en estil italianitzant. El 2005 es convertí en un bloc de 33 apartaments de luxe.

Wolters Kluwer fusionà Lippincott amb la seva altra editorial mèdica, Raven Press, el 1996 per formar Lippincott-Raven Publishers. El 1998 Wolters Kluwer adquirí l'editorial mèdica Williams & Wilkins i la combinà amb Lippincott-Raven per formar Lippincott Williams & Wilkins. Després d'una altra reorganització interna de Wolters Kluwer el 2002, Lippincott Williams & Wilkins deixà d'existir com a entitat operativa. En canvi, els noms Lippincott Williams & Wilkins i Lippincott avui en dia es fan servir exclusivament com a segells editorials de Wolters Kluwer Health.